# Fotoquimioterapia
La fotoquimioterapia es una modalidad especial de los tratamientos que utilizan los rayos ultravioleta asociados a sustancias farmacológicas fotoactivables. Este tratamiento ha mostrado su eficacia en la terapia contra la psoriasis. A esta terapia también se le conoce como baño PUVA (la P designa psoraleno).

## Antecedentes históricos
La luz solar tiene efectos sobre el organismo humano; sin embargo, la longitud de onda más corta (de 100-400 nm) de los rayos ultravioleta posee una energía mayor y se sabe que interviene con preponderancia en los fenómenos de superficie. Los rayos ultravioleta (denominados también como rayos UV) se dividen en UVA, UVB y UVC. Los tres tipos de rayos proceden de la luz del sol, pero la capa de ozono, que funciona como pantalla frente a los de longitud de onda inferior a 290 nm y que son los más ionizados (los UVC), provoca que a la Tierra solo lleguen los rayos UVA y UVB. Los rayos más penetrantes son los UVB con una longitud de onda de 290-320 nm y los UVA son de longitud de onda mayor y por lo tanto son menos penetrantes.

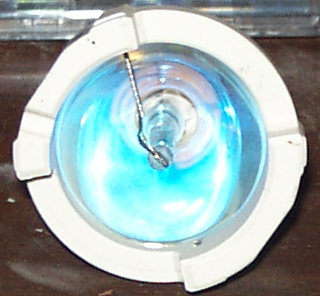
Lámpara de arco Xenón-Mercurio.

Los rayos UV también pueden ser generados por medios artificiales. Para crearlos, se utilizan aparatos como la lámpara de vapor de mercurio (que emite UVA), las lámparas fluorescentes que emiten luz compuesta sólo de UVA y el arco voltáico, que emite los tres tipos.
Desde la Antigüedad se conocen los efectos de la aplicación de ciertos extractos vegetales cuando se combinan con la exposición a la luz solar. Algunos pueblos utilizaban extractos agrios o infusiones de hojas de higuera. En algunas plantas compuestas originarias del continente africano, se han identificado químicamente algunas sustancias potenciadoras de los efectos de la luz ultravioleta.
Desde 1970 aproximadamente, se vienen administrando tratamientos tomando como base los derivados de estas sustancias, que hoy se conocen como psoralenos. En un inicio, la terapéutica estaba destinada al tratamiento de la psoriasis, pero hoy en día, el uso se ha extendido a otros tipos de enfermedades dermatológicas.

## Efectos biológicos
Existen tres tipos de efectos biológicos se pueden dividir en: 
- Efectos indispensables. Como el que permite que en la piel se promueva la creación de vitamina D.
- Efectos de defensa. Como el que estimula la fabricación de melanina en los melanocitos. Estas células de la piel aumentan la producción de melanina como protección precisamente contra este tipo de rayos.
- Efectos nocivos. Los efectos negativos de estos rayos están supeditados a su alta energía que les lleva a ionizar el agua del núcleo de la célula, lo que provoca la deformación de la cadena del ADN. Esto supone una alteración en la mecánica de la reproducción celular y en la síntesis de proteínas codificadas por el segmento modificado. Son esos mismos efectos los que se utilizan en la terapia de condiciones de la piel que requiere un tratamiento a base de estos rayos.

## Bases de la terapéutica
El tratamiento consiste en la aplicación de rayos ultravioletas UVA de una longitud de onda no tan peligrosa como los de los rayos UVB o UVC. La exposición prolongada de estos últimos se ha relacionado con una incidencia elevada de lesiones graves como la aparición de melanomas, tumores epiteliales y degeneración de tejidos epiteliales. Durante cierto tiempo se buscó crear un mecanismo que permitiera la exposición de rayos UVA, menos peligrosos y más útiles. Debido a que los rayos UVA son menos penetrantes, para que se pueda ejercer un efecto terapéutico requiere un mayor tiempo de exposición lo que lo hace más peligroso, es por esa misma razón que se encontró la manera de incrementar el efecto terapéutico al emplear fármacos coadyuvantes.

### Asociación farmacológica
La primera asociación que se conoce entre luz UV y una sustancia farmacológica, puede encontrarse en el régimen de Goeckerman. El dr. William H. Goeckerman, de la Clínica Mayo, describió el uso de la luz ultravioleta B en combinación con el alquitrán de hulla, que es una sustancia fotoactivable. El uso de los dos promueve una potenciación de los efectos de ambos agentes. 
Los fármacos fotoactivables se pueden aplicar directamente sobre la superficie de la piel en forma de pomadas, ungüentos o administrarse por vía oral en forma de comprimidos o tabletas.
La aplicación de la terapia con rayos ultravioleta se efectúa después de la aplicación del psoraleno o dos horas después de su administración, permitiendo que tras la ingesta el fármaco llegue a la zona de la piel. Las lámparas especiales pueden destinarse a irradiar toda la superficie cutánea o solo un área específica. En virtud de la estrecha relación entre dosis aplicada y efecto, la radiación debe siempre estar bajo control especial por medio de fotómetros. Para aumentar posteriormente el efecto terapéutico de la fotoquimioterapia, se han sugerido asociaciones con otros fármacos que no se encuentran directamente relacionados con los mecanismos mencionados arriba, pero que se conoce que potencian los efectos deseables durante el tratamiento. Entre estos fármacos se pueden mencionar los retinoides y el metotrexato; sin embargo, su empleo puede generar el aumento en el riesgo de efectos colaterales indeseables.

## Indicaciones principales
Aunque al principio la fotoquimioterapia se utilizó primordialmente en casos de psoriasis, el uso de este tratamiento se ha extendido a otras enfermedades donde predomina la proliferación excesiva celular. Los linfomas T fueron de los primeros tumores tratados con esta técnica. También pueden tratarse las enfermedades excematosas que desaparecen funcionalmente gracias a la terapia. Asimismo, con este método se han obtenido buenos resultados en la reticulosis actínica, el liquen plano, la pitiriasis liquenoide, en la alopecia areata, la mastocitosis diseminada, en la urticaria solar y en ciertas formas de hipersensibilidad a la luz solar. Existen algunas enfermedades de difícil tratamiento en las que la fotoquimioterapia ha dado lugar a cierta mejoría como la parapsoriasis guttata, el prurito posterior al dializado renal, y en las pustulosis eosinofílicas y plantares.

## Avances en investigación
Desde finales de los noventa la fotoquimioterapia ha entrado en una fase de investigación extensa y comenzó a utilizarse en complejas enfermedades del sistema inmunitario como en el tratamiento anti rechazo de órganos trasplantados. También se ha intentado la experimentación clínica de la fotoquimioterapia sobre la sangre circulante en casos de leucemias linfocíticas o linfomas de células T. A esta técnica se le ha dado a llamar fotoquimioterapia extracorpórea. Existen expectativas de utilizar esta técnica en otras formas morbosas.

## Resultados
Los resultados obtenidos han sido variados según la patología que trata de atacarse. Tras varias fases de tratamiento, los resultados en la psoriasis son satisfactorios. En la micosis fungoide (un tipo de linfoma T), en fase no tumoral, el resultado sigue siendo satisfactorio aún meses después de la terapia. 

### Fracasos
En el vitíligo, ha habido tanto éxitos como fracasos. Regularmente el tratamiento nunca ha sido resolutivo, sino solo parcialmente eficaz.

## Efectos indeseables
Se han informado de enfermedades iatrogénas derivadas del uso del tratamiento con fotoquimioterapia, también de reacciones indeseables tanto en el corto como en el largo plazo. Un efecto secundario es el desencadenamiento de enfermedades que aún no se manifestaban al momento de iniciar la terapia, pero evidentemente preexistentes como el Lupus eritematoso o la porfiria cutánea. Aparte de éstas, las demás enfermedades que surgen pueden paliarse si se intercalan períodos más largos entre las sesiones. Es obvio que las lesiones posibles dependen del tiempo de exposición y la dosis. Hasta el momento no se ha informado de algún caso de melanoma por el uso de radiación ultravioleta A.

## Advertencias
Por cuanto respecta a las cataratas, es obligatorio portar gafas protectoras frente a todos los tipos de rayos UV, mientras dure el tratamiento y unos días después posterior a su suspensión. El riesgo de carcinogénesis es alto en personas que ya habían recibido anteriormente tratamiento con radiaciones ionizantes o que tengan antecedentes de carcinoma en su familia.
Otros efectos indeseables que pudieran obligar a la suspensión del tratamiento son 
- Intolerancia gástrica debido a los psoralenos.
- Enrojecimiento hasta la quemadura cutánea que la mayoría de las veces es debida a un descontrol de la dosis.
- Aparición de un exceso de pelo.
- Envejecimiento acelerado de la piel.
- Aparición de pecas solares, lo que pudiera indicar la aparición de un efecto carcinógeno.
- Prurito y sequedad cutánea que lleguen a ser molestos para el paciente.

Las mujeres embarazadas, o que tengan planeado tener un embarazo y los niños no son candidatos a la aplicación de la terapia PUVA. La posibilidad de un efecto carcinogénico suele estar latente aún transcurridos dos años después del tratamiento, por lo que debe hacerse una vigilancia prolongada para actuar inmediatamente si llega a aparecer algún signo indicativode neoplasias.

## Fármacos psoralénicos utilizados
- 8-metoxipsoraleno (8-MOP) o xantoxina (Meladinina, Metoxaleno)
- 4,5,8-trimetilpsoraleno o TMP (Tripsoralen)
- 5-metoxipsoraleno (Bergapteno), fuertemente melanogénico y puede ser útil, además, en el vitiligo y enfermedades por fotosensibilidad; por el momento su uso no está aprobado en Estados Unidos.
- Isopsoraleno o angelicina.
- 3-carboxipsoraleno (3-CP) puede ser tan eficaz como el 8-MOP, pero posee menos fototoxicidad.

- Datos: Q1001106